# Turn Your Car Around
Singles de Lee Ryan
Army of Lovers When I Think of You
Turn Your Car Around est le second single de l'ex-membre des Blue : Lee Ryan.